# مصادره به مطلوب
مصادره به مطلوب یا استدلال توشه‌خوشه‌ای یا پنداشت پرسش (به لاتین: petītiō principiī) یا «بیان تکراری» نوعی مغالطه منطقی است که در آن حکم استدلال، از پیش در فرض‌های استدلال درست در نظر گرفته شده است. این مغالطه همچنین زمانی رخ می‌دهد که در یک استدلال، آشکارا یا پنهانی گزاره‌ای بدون ارائه شواهد کافی درست پنداشته شده باشد. در ترجمۀ کتاب فلسفه علم، نوشته الکساندر برد، مترجم کتاب (ساسان مژده) به جای «مصادره به مطلوب» اصطلاح «توشه‌خوشه‌ای» یا «توشه‌خوشه» را پیشنهاد کرده و چنین گفته است: «اگر کسی در توشه‌ای که ارزانی داشته است همان خوشۀ خود را پیدا یا پنهان گنجانده باشد، «توشه‌خوشه‌ای» کار کرده است، و در فلسفه چنین باید گفت که استدلالش توشه‌خوشه‌ای است.» 

## تعاریف
- بهره‌گیری از نتیجه در مقدمه استدلال.
- نوعی مغالطه است. در این مغالطه شخص برای اثبات حکم خود از استدلالی بهره می‌گیرد که خود این استدلال، آن حکم را در فرضهای خویش درست فرض کرده است.

## انواع
پنداشت پرسش یا استدلال توشه‌خوشه‌ای بر دو نوع است:

### نوع اول
1. شخص A ادعای C را مطرح می‌کند.
2. شخص A برای اثبات C استدلال R را اقامه می‌کند.
3. استدلال R فرضی مانند P دارد که C را آشکارا یا نهانی درست فرض می‌کند، بنابراین R به جای اثبات C، آن را درست فرض می‌کند.

گاهی پیدا کردن این مغلطه در یک استدلال بسیار دشوار است. دلیل این دشواری نیز آن است که P در بسیاری از مواقع دقیقاً با همان واژه‌هایی که C با آن‌ها بیان شده است بیان نمی‌شود. به عبارت دیگر لازم است که تجزیه و تحلیل دقیقی روی فرض‌های استدلال انجام شود تا مشخص شود که این استدلال فرضی مانند P را درون خود دارند که C را به‌طور پنهانی درست فرض می‌کند یا نه. تنها کسی می‌تواند P را قبول داشته باشد که C را قبول داشته باشد.
فرم دیگری هم برای مغلطه مصادره به مطلوب قابل تصور است و آن هنگامی شکل می‌گیرد که در استدلالی فرضی آشکارا یا نهانی مطرح می‌شود که خود نیاز به اثبات دارد ولی بدون ارائه هیچ‌گونه شواهدی درست پنداشته می‌شود این سبک استدلال‌ها نیز آلوده به مغلطه مصادره به مطلوب هستند، الگوی این سبک مغالطه را می‌توان به صورت زیر فرمولیزه کرد:

### نوع دوم
1. شخص A ادعای C را مطرح می‌کند.
2. ادعای C دارای فرض غیر مسلمی مانند P است که مورد توافق طرفین نیست.
3. شخص A بدون اثبات P، ادعای C را ثابت شده فرض می‌کند.

لازم به ذکر است که گاهی یک شخص می‌خواهد منظورش را با کلمات دیگر برساند، این کار را نمی‌توان مغالطه مصادره به مطلوب نامید، این است که هنگام مقابله با یک استدلال لازم است که ابتدا درک شود آیا آن استدلال یک استدلال قیاسی یا استقرایی است که مصادره به مطلوب می‌کند یا اینکه تنها یک تمثیل است برای مطرح کردن یک موضوع به زبانی دیگر جهت روشن شدن موضوع و گوینده مدعی این نیست که در حال استدلال کردن و اثبات کردن ادعایش است.

## دلیل مغالطه بودن
نام دیگر این مغلطه که «تحصیل حاصل» است به گونه‌ای گویاتر مغالطه آمیز بودن این نوع «استدلال» را نشان می‌دهد. هر استدلالی با هدف اثبات یک حکم (که مطلوب نیز خوانده می‌شود) انجام می‌شود. استدلال قیاسی این‌گونه کار می‌کند که سعی می‌کند نادانسته‌ها را با ارتباط منطقی دادن آن‌ها به یکدیگر از دانسته‌ها (که فرض نامیده می‌شوند) آن نادانسته (حکم) را به دانسته تبدیل کند (یا آن را تحصیل کند)، بعبارت فنی‌تر حکم را از مفروضات تحصیل کند، یا مجهول را از معلومات به‌واسطه منطق تحصیل کند. حال وقتی استدلالی به جای اینکه این کار را انجام دهد، بیاید و آنچه قرار است اثبات کند را ثابت و درست فرض کند در واقع یک استدلال نیست، بلکه چیزی که نادانسته است و قرار است اثبات شود را دانسته فرض می‌کند (یا تحصیل حاصل می‌کند) و هیچ کار مفیدی نکرده است. یا بعبارت دیگر این نوع استدلال کردن خطا است به دلیل اینکه به‌طور مستقیم یا غیر مستقیم حکمی را که قرار است درستی آن اثبات شود بدون ارائه شواهد صحیح فرض می‌کند.
بنابر این استدلالی که مصادره به مطلوب می‌کند اساساً یک استدلال نیست چون کاری که قرار است یک استدلال انجام دهد را در واقع انجام نمی‌دهد. از جانب دیگر روشن است که گزاره‌های زیر غلط هستند و اگر دقت کنیم خواهیم دید که مصادره به مطلوب دقیقاً همین کار را انجام می‌دهد:
1. X درست است زیرا X درست است.
2. X به این دلیل درست است که X براستی درست است.

بنابر این یک شخص نمی‌تواند با تکرار ادعای خود آن را اثبات کند، بلکه فرایند اثبات کردن باید تنها شامل ارائه شواهد شود نه تکرار ادعا. شاید وجه تسمیه این مغلطه در انگلیسی نیز آن باشد که استدلال‌کننده به جای استدلال کردن در پشتیبانی از ادعای خود، درستی آن را از طرف مقابلش گدایی (Begging) می‌کند. در مورد الگوی شماره ۲ نیز این نام بسیار مناسب است زیرا مغالط، پرسشی که بخاطر نامسلم بودن فرض پیش می‌آید را نادیده می‌گیرد و از مخاطب خود می‌خواهد که او نیز آن پرسش را نادیده بگیرد.
دلیل اینکه افراد سفسطه گر و مغالط از این مغالطه بسیار سود می‌جویند این است که همان‌طور که گفته شد این استدلال برای کسانی که حکم آن را از پیش قبول داردن معتبر به نظر می‌رسد و آن‌ها ایرادی بر آن نمی‌گیرند.

## چگونه با این مغالطه روبرو شویم؟
در مورد الگوی نخست شاید بهترین شیوه برخورد با این مغالطه آن باشد که برای شخص مغالط توضیح دهیم، او چیزی را اثبات نکرده است بلکه تنها ادعایش را تکرار کرده است و به همین دلیل در واقع استدلالی نکرده است و به جای تکرار بهتر است که استدلال کند. یا اینکه فرضی که در استدلال نهان است و خود به اثبات نیاز دارد را مطرح کنیم و از مغالط برای آن استدلال بخواهیم.
در مورد الگوی دوم نیز بهتر است اعتراض کنیم که فرض مطرح شده مورد قبول ما نیست و خود نیاز به اثبات دارد.

## مثال
- مثال اول:

کاوه – شرط پایداری پیوند زناشویی این است که طرفین هنگام عقد قرارداد ازدواج باکره باشند.
سودابه – چطور می‌توانی چنین چیزی را اثبات کنی؟
کاوه – چون وقتی زن و مرد باکره باشند ازدواجشان پایدار می‌ماند.
- مثال دوم:

سودابه – من به دادگاه دروغ گفتم، به دلیل اینکه اگر راست می‌گفتم منافع ملی به خطر می‌افتاد.
کاوه – بر چه اساسی فکر می‌کنی اینکار درست است؟
سودابه – بخاطر اینکه یک میهن دوست برای اینکه منافع کشورش به خطر نیافتند باید حتی به دادگاه هم دروغ بگوید.
- مثال سوم:

کاوه – به نظر من مجازات اعدام عادلانه و کار آمد است.
سودابه – چرا؟
کاوه – زیرا مجازات اعدام از لحاظ عقلی قابل دفاع و برای اجتماع سودمند است.